# Thomomys bottae anitae
Thomomys bottae anitae is een knaagdier dat voorkomt in zuidwestelijk Noord-Amerika. Dit dier is een ondersoort van de valleigoffer (Thomomys bottae). Hij is oorspronkelijk beschreven door J.A. Allen (1898). De typelocatie, de plaats waar het exemplaar vandaan komt aan de hand waarvan de soort beschreven is, ligt in de Mexicaanse staat Baja California Sur.
Deze ondersoort heeft een synoniem, apache Bailey, 1910 (Lake La Jara, New Mexico).